# النقابات العمالية في الأردن
بدأت التنظيمات النقابية الأردنية منذ تأسيس إمارة شرق الأردن. وكانت بدايتها سرية ومتواضعة. ثم جاء دستور عام 1952 ميلادي ليقر التشريعات اللازمة لحماية حقوق العمال وتنظيماتهم النقابية فأقر قانون نقابات العمال رقم 35 لعام 1953 الذي تضمن حق التنظيم النقابي للعمال مما دفع العمال في مختلف المهن والصناعات إلى تنظيم انفسهم في نقابات خاصة بهم وقد اظهر أول اتحاد عام لنقابات العمال في أيار عام 1954 ميلادي. ومن ابرز مؤسسيها السيد راشد الصروان وكان يشغل منصب أمين عام نقابة العمال وعدد زملائه الموقرين

## أهداف النقابات العمالية
تتلخص أهم أهداف النقابات العمالية في تحقيق أكبر قدر ممكن من المكاسب لرفع مستوى العامل معيشيا وثقافياً واجتماعيا، وتمكين العامل من إبداء رأيه والتعبير عنه بالوسائل المشروعة وتنظيم العمال في نقابات قوية وفعالة.

### الأهداف العامة
وتتمثل في تنظيم العمال في اتحادات نقابات العمال والتعاون مع الحركة العمالية العربية. والمطالبة بسنّ التشريعات والقوانين والأنظمة التي من شأنها تحسين أوضاع العمال المعيشية والاجتماعية

## أبرز النقابات العمالية في الأردن
نقابة المهندسين الأردنيين
- النقابة العامة للعاملين في السكك الحديدية
- النقابة العامة للعاملين في الخدمات الصحية
- النقابة العامة للعاملين في النقل الجوي والسياحة
- النقابة العامة للعاملين في الموانئ البحرية التخليص
- النقابة العامة للعاملين في الغزل والنسيج والالبسة
- النقابة العامة للعاملين في الطباعة والتصوير والورق
- النقابة العامة للعاملين في الخدمات العامة والمهن الحرة
- النقابة العامة للعاملين في المحلات التجارية
- النقابة العامة للعاملين في المصارف والتأمين والمحاسبة
- النقابة العامة للعاملين في التعليم الخاص
- النقابة العامة للعاملين في الصناعات الغذائية
- النقابة العامة للعاملين في البناء والاخشاب
- النقابة العامة للعاملين في البترول والكيماويات
- النقابة العامة للعاملين في الكهرباء
- النقابة العامة للعاملين في المناجم والتعدين
- النقابة العامة للعاملين في النقل البري والميكانيك
- النقابة العامة للعاملين في البلديات

### أبرز مصادر التمويل للنقابات العمالية
تموّل النقابات العمالية في الأردن من خلال رسوم الانتساب والاشتراكات الشهرية والإعلانات الرسمية والهبات والتبرعات والوصايا وريع الحفلات واستثمارات النقابة.